# Witveld
Witveld is een wijk en industriegebied in de gemeente Venlo, in de Nederlandse provincie Limburg.
De wijk ligt in het noordwesten van Belfeld en wordt aan noordzijde begrensd door de buurtschap Nabben, aan oostzijde door de spoorlijn Venlo – Roermond, aan zuidzijde door de kern Belfeld en aan westzijde, gescheiden door de N271, door de Maas.
Geschiedkundig is de benaming Witveld verbonden aan de betekenis van Belfeld, hoewel over het ontstaan van de plaatsnaam de geleerden het niet helemaal eens zijn. Het 'ven' dat we in veel oude schrijfwijzen aantreffen spreekt voor zich, maar over de raadselachtige 'Bel' zijn de meningen verdeeld. Een waarschijnlijke verklaring is de identificatie met het Germaanse woord bala (= wit). Belfeld zou dan zoveel betekenen als 'witteveen', verwijzend naar de lichte kleur van het jonge Belfeldse veen.
De wijk kenmerkt zich uitsluitend door de aanwezigheid van bedrijven, waarvan Egidius Jansen verreweg het grootste oppervlak beslaat. In de jaren 60 van de 20e eeuw is het gebied volgebouwd met bedrijven.